# Tekken 2
Tekken 2 é o segundo jogo da série Tekken. Não apresenta muitas mudanças na sua jogabilidade em comparação ao seu antecessor. Tem 25 personagens, sendo que sete são novos. Vendeu cerca de 3 milhões de cópias em todo o mundo e foi lançado ao mesmo tempo em que a Nintendo lançou o console Nintendo 64 (agosto de 1996). Uma versão foi lançada para o Zeebo em 2009.

## Jogabilidade
A jogabilidade de Tekken 2 é muito parecida como o seu antecessor, com alguns acréscimos. Continua a utilização cenários 2D em suas fases e o sistema de combates ainda utiliza quatro botões (soco esquerdo, soco direito, chute esquerdo e chute direito). Novos golpes foram incluídos nos ataques de alguns personagens. A área de alcance dos golpes também foi modificada para infligir danos ao executar a partir de uma maior distância. O interessante deste último item é que os golpes passam a infligir maior ou menor dano conforme a distância ou posição em que está o adversário, fator presente em todos os jogos da série desde então.

## História
O Rei do Torneio Punho de Ferro estava chegando ao fim. Muitas batalhas foram travadas, mas apenas um solitário guerreiro surgiu com o direito de impugnar Heihachi Mishima. Este guerreiro era Kazuya Mishima, filho de Heihachi. Ostentando a cicatriz da ferida que lhe foi infligida pelo pai quando o lançou de um penhasco, ele entra em combate com Heihachi. Depois de uma dura batalha que durou horas, Kazuya saiu vitorioso, utilizando o poder dado pela entidade sobrenatural conhecida como Devil. Como o corpo de Heihachi ficou caído no chão, Kazuya levantou-o em seus braços, caminhou lentamente à beira do mesmo precipício de onde seu pai o havia jogado, observa a paisagem e deixa cair o corpo de seu pai. Kazuya é o novo dono da Mishima Zaibatsu. Logo após a aparente morte de Heihachi, Kazuya desaparece nas sombras.
Dois anos se passaram. Kazuya Mishima se tornou tão poderoso e maligno quanto seu pai, com uma influência capaz de chegar a todos os cantos do mundo. No entanto, rumores de seu imenso poder e um lado negro pouco a pouco começam a se disseminar por todo o mundo. Uma mensagem é retransmitida da fortaleza da Mishima Zaibatsu para as agências de notícias de todo o mundo, anunciando um segundo Rei do Torneio Punho de Ferro, com um premio mil vezes maior que o do primeiro. Kazuya ainda não sabia, mas, assim como ele, Heihachi sobreviveu à queda, graças à sua resistência sobrenatural. Após escalar o precipício, Heihachi se recolheu às montanhas para meditar, a fim de reforçar sua capacidade de combate. Ele entra no Rei do Torneio Punho de Ferro 2 para reclamar seu conglomerado e depor Kazuya de uma vez por todas. Dessa forma, os papéis de protagonista e antagonista do primeiro jogo foram invertidos em Tekken 2, sendo Kazuya, primeiro em seu estado normal e em seguida transformado em Devil, o último chefe do jogo (com exceção do próprio Kazuya, que enfrenta Devil).
Tal como no primeiro Tekken, existe um final correspondente à história oficial. Nele, Heihachi voa em um helicóptero com Kazuya inconsciente na direção de um vulcão prestes a entrar em erupção. Heihachi joga Kazuya no vulcão e foge. A Mishima Zaibatsu é dele novamente e seu único adversário à altura está morto.

## Personagens

### Personagens que retornaram
- Anna Williams (termine o jogo com Nina)
- Armor King (termine o jogo com King)
- Ganryu (termine o jogo com Michelle)
- Heihachi Mishima
- Jack-2 (Versão atualizada de Jack do primeiro Tekken)
- Kazuya Mishima (termine com um personagem desbloqueável sem perder nenhum round)
- King
- Kuma (termine o jogo com Paul)
- Kunimitsu (termine o jogo com Yoshmitsu)
- Lee Chaolan (termine o jogo com Heihachi)
- Marshall Law
- Michelle Chang
- Nina Williams
- Paul Phoenix
- Prototype Jack (termine o jogo com Jack-2)
- Wang Jinrei (termine o jogo com Jun)
- Yoshimitsu
- Devil (termine o jogo com Kazuya)

### Personagens novos
- Alex
- Angel
- Baek Doo San
- Bruce Irvin
- Jun Kazama
- Lei Wulong
- Roger